# Jesus Seminar
Le Jesus Seminar est un groupe de travail des quêtes du Jésus historique.

## Présentation
Le Jesus Seminar (Séminaire sur Jésus) est un groupe d'environ 200 personnes, fondé aux États-Unis en 1985 par Robert Funk et John Dominic Crossan dans le cadre du Westar Institute. Ce groupe représente la troisième quête du Jésus historique. Il fut très actif aux États-Unis[réf. nécessaire]. 
Le séminaire popularise les recherches sur le « Jésus historique » et le public est invité à assister aux réunions semestrielles. Il a produit des traductions nouvelles du Nouveau Testament et de l'Évangile selon Thomas afin de les utiliser comme sources textuelles. Les résultats ont été publiés en trois rapports :
- The Five Gospels (1993)[2],
- The Acts of Jesus (1998)[3],
- The Gospel of Jesus (1999)[4].

On doit également au Jesus Seminar la mise sur pied d'une série de cours et d'ateliers dans différentes villes de l'Amérique du Nord.

## Les sept piliers de la sagesse scientifique
Le Jesus Seminar obéit à sept principes énoncés par son fondateur, Robert Funk, et surnommés les « sept piliers de la sagesse scientifique ».
1. Distinguer entre le Jésus historique et ce que les évangiles racontent à son sujet. Hermann Samuel Reimarus a commencé la quête du Jésus historique et David Friedrich Strauss l'a établie dans le cadre de la critique biblique avec son livre Life of Jesus Critically Examined (1835).
2. Distinguer entre les évangiles synoptiques (Marc, Matthieu et Luc) et l'évangile selon Jean. Depuis les années 1800, les biblistes font cette distinction en considérant généralement les synoptiques comme plus historiques et Jean comme plus spirituel.
3. Identifier Marc comme le premier évangile. En 1900, la plupart des spécialistes estimaient déjà que Marc avait servi de source pour Matthieu et Luc.
4. Identifier l'hypothétique Source Q. En 1900, les biblistes supposaient déjà l'existence de ce recueil perdu de logia de Jésus, source du matériel trouvé dans Matthieu et Luc, et non pas dans Marc.
5. Questionner le Jésus eschatologique (apocalyptique). En 1906, Albert Schweitzer a dépeint Jésus comme un prophète apocalyptique raté, et cette analyse a pratiquement mis fin à la quête du Jésus historique. Dans les années 1970 et 1980, cependant, plusieurs spécialistes ont identifié l'imagerie apocalyptique des évangiles comme provenant de Jean le Baptiste, et non pas de Jésus.
6. Distinguer entre les cultures orales et écrites. Comme Jésus a vécu et prêché dans une culture orale, il faut s'attendre à des phrases et à des discours brefs, faciles à mémoriser, plus susceptibles d'être authentiques (lectio brevior potior).
7. Inverser la charge de la preuve. À son époque, Strauss devait étayer par des preuves sa remise en question de l'historicité des évangiles parce que son public les croyait historiques. Aujourd'hui, l'hypothèse de départ est presque contraire : les évangiles sont perçus comme enjolivés, et il faut donc des preuves pour supposer que l'ensemble de leur contenu est historique.